# FK Rača
FK Rača là một câu lạc bộ bóng đá Slovakia, đến từ thị trấn Rača, gần Bratislava. Câu lạc bộ được thành lập năm 1925. Màu sắc của câu lạc bộ là xanh dương và đỏ-đen. Sân nhà của FK Rača là Sân vận động Rača trên đường Černockého với sức chứa 4.200 khán giả, bao gồm 4.000 chỗ đứng và 200 chỗ ngồi.

## Đội hình hiện tại
Tính đến ngày 10 tháng 3 năm 2018

Ghi chú: Quốc kỳ chỉ đội tuyển quốc gia được xác định rõ trong điều lệ tư cách FIFA. Các cầu thủ có thể giữ hơn một quốc tịch ngoài FIFA.
| Số | VT | Quốc gia | Cầu thủ             |
| -- | -- | -------- | ------------------- |
| 1  | TM | Slovakia | Kristián Šlahor     |
| 2  | HV | Slovakia | Patrik Grman        |
| 3  | HV | Slovakia | Lukáš Bukovinský    |
| 4  | HV | Slovakia | Martin Babinec      |
| 5  | HV | Slovakia | Dávid Lenghart      |
| 6  | TV | Slovakia | Adam Izvorský       |
| 7  | TV | Slovakia | Filip Turlík        |
| 8  | TV | Slovakia | Andrej Rakučiak     |
| 9  | TĐ | Slovakia | Dávid Boďo          |
| 10 | TV | Slovakia | Martin Kubala       |
| 11 | TV | Slovakia | Dominik Adam        |
| 12 | TV | Slovakia | Kristián Komorovský |

| Số | VT | Quốc gia | Cầu thủ                 |
| -- | -- | -------- | ----------------------- |
| 15 | HV | Slovakia | Peter Čapla             |
| 17 | HV | Slovakia | Samuel Kňažek           |
| 18 | TĐ | Slovakia | Dominik Golian          |
| 19 | TĐ | Slovakia | Viktor Miklós           |
| 20 | TM | Slovakia | Peter Tarr              |
| 22 | HV | Slovakia | Peter Polgár=đội trưởng |
| 37 | TV | Slovakia | Adam Ščibrány           |

## Nhân viên

### Ban kĩ thuật
| Nhân viên          | Chức vụ                |
| ------------------ | ---------------------- |
| Lukáš Luknár       | Huấn luyện viên trưởng |
| Matej Lehuta       | Trợ lý huấn luyện viên |
| Boris Šimonič      | Giám đốc thể thao      |
| Ľuboš Závodný      | Giám đốc kĩ thuật      |
| MUDr. Dušan Adamec | Bác sĩ                 |

## Lịch sử tên gọi
- ŠK Račištorf (1925-38)
- HG / HM Račištorf (1938-45)
- ŠK Račištorf (1945-52)
- TJ Sokol Rača (1953-55)
- TJ Lokomotíva Bratislava-Rača (1962-89)
- ŠK Rača (1990-1997)
- FK Rača (1997-nay)